# LeToya Luckett
LeToya Luckett (née LeToya Nicole Luckett, le 11 mars 1981 à Houston) est une chanteuse R&B afro-américaine et actrice. Elle est une ex-Destiny's Child, groupe féminin de RnB contemporain.
Après deux opus à succès Letoya (2006) et Lady Love (2009), elle se lance au cinéma et à la télévision, tout en obtenant une grande notoriété dans ces domaines.
Le 10 janvier 2017, elle publie le single Back 2 Life, extrait de son opus Back To Life, qui parait le 12 mai 2017.

## Carrière en tant que Destiny's Child
En 1993, LeToya rejoint le groupe « Girls Tyme » qui deviendra plus tard Destiny's Child (Beyoncé Knowles, LeToya Luckett, Kelly Rowland et LaTavia Roberson). Le quartet change plusieurs fois de noms - « Girls Tyme », « The Dolls », « Something Fresh », et « Cliché » – avant de rester avec le nom Destiny's Child (une phrase qui apparaît dans la Bible). Le groupe commence par faire la première partie des concerts de TLC, Christina Aguilera, SWV, Dru Hill et Immature. Columbia Records signe Destiny's Child en 1997.
En 1998, Destiny's Child sortent leur premier album Destiny's Child, qui inclut les tubes « No, No, No », produit par Wyclef Jean, et « With Me » produit par Jermaine Dupri. Les Destiny's Child apparaissent également sur la bande originale du film « Why Do Fools Fall In Love » avec la chanson « Get On The Bus » featuring et  produite par Timbaland.
En 1999, Les Destiny's Child sortent l'album qui leur apportera la gloire, The Writing's on the Wall. Cet album est devenu l'un des albums les plus vendus par un groupe féminin. Il contient quatre hit singles, "Bills, Bills, Bills", "Say My Name", "Jumpin' Jumpin'", et "Bug a Boo". L'album s'est vendu à 12 millions d'exemplaires dans le monde.
Courant 2000, en plein succès de The Writing's on the Wall, LeToya Luckett et sa collègue LaTavia Roberson essayent de licencier leur manager Matthew Knowles (qui n’est autre que le père de Beyoncé) car pour elles, Matthew ne répartit pas les revenus du groupe équitablement, favorisant Beyoncé. Cette action leur coûte leur place au sein de Destiny's Child. En février 2000, elles apprennent leur éviction en regardant la télévision et en tombant sur la première du clip « Say My Name » qu'elles étaient censées tourner. Elles étaient choquées de voir qu'elles avaient été remplacées par deux nouvelles filles, Michelle Williams et Farrah Franklin.
LeToya et LaTavia ont de suite engage une bataille judiciaire et médiatique. Vers la fin de l'année 2000, Les deux parties se sont accordées pour respecter un accord qui leur impose de ne pas s’insulter par media interposé.  
Alors que l'on pensait que les choses s'étaient calmées, LeToya Luckett et LaTavia Roberson attaquent  encore DC en justice, affirmant que les paroles de la chanson "Survivor" les visaient.

## Une vie après Destiny's Child
Quelques mois plus tard, LeToya and LaTavia commence à caster des filles pour créer un nouveau groupe R&B. Naty Quinones et Tiffany Beaudoin sont engagées. Le groupe, Anjel, enregistre une démo de 22 chansons à Atlanta avec l'aide de Jagged Edge. Malheureusement la compagnie de production où elles avaient été signées a fait faillite. Les filles d'Anjel se séparent. Cependant la plupart des morceaux du groupe circulent sur le net.
En 2003, LeToya a ouvert sa propre boutique de vêtements à Houston appelée « Lady Elle ». Celle-ci est gérée par LeToya elle-même ainsi que par sa mère Pamela Luckett.

## En route pour une carrière solo
En 2004, Toya décide de continuer sa carrière en tant qu’artiste solo et signe avec Capitol Records, une filiale d'EMI. The "H-Town Chick", comme on l’appelle maintenant, a démarré de suite à travailler sur son album. Elle sort la musique "You got what I need" uniquement disponible en vinyle pour les DJ. LeToya apparaît aussi sur l’album de Houston sur la musique "My Promise". Cette année la Capitol sort la bande originale du film Coach Carter et y inclus une chanson de LeToya, "What love can do" un morceau produits par les Corner Boyz.
En 2005, plusieurs de ces morceaux sont dévoilés sur Internet et sont joués en radio ("All Eyes on Me", "Good" et "Tear da club up"). "Hey Fella" et "No More" ont aussi été mis sur le net à cette période. Plus tard elle apparaît sur l'album de son petit ami Slim Thug dans la chanson "This is My Life" produite par The Neptunes. À la fin de l’année elle sort une mixtape "What it do" qui inclut quelque freestyles dont "Imma Queen", "Play", "Outta Control", et "Gangsta Grillz".
Son album est attendu pour Printemps 2006. "Torn", une ballade produite par  Teddy Bishop est le premier single.
Dans son album solo ainsi que dans sa carrière avec Destiny's Child, LeToya a travaillé avec les artistes-producteurs Scott Storch, Jermaine Dupri, Rodney « Darkchild » Jerkins, Jazze Pha, Just Blaze, Wyclef Jean, Kevin « She'k'spere » Briggs, Timbaland, Ebony Eyez, JR., Next, Missy Elliott, Mike Jones, Paul Wall, 50 Cent et d'autres.

## 2014-présent: Troisième album studio
En janvier 2014, Luckett a annoncé le titre de son troisième album studio qui s'appelle "Until Then", et l'album sera publié en 2014.
Le 10 janvier 2017, elle publie le single Back 2 Life, extrait de son futur opus Back To Life, qu'elle avait d'abord intitulé Until Then. LeToya Luckett Back 2 Life video officielle sur youtube Le 17 avril 2017, un second single intitulé Used To, est dévoilé. LeToya Luckett Used To video officielle sur youtube
Son 3eme opus Back To Life, était prévu pour le 12 mai 2017.

## Discographie
- LeToya (2006)
- Lady Love (2009)
- Back To Life (2017)

## Filmographie

### Films
- 1999 Beverly Hood : Girl #3
- 2010 Preacher's kid : Angie
- 2010 Kiss & Kill ( Killers ) : Amanda
- 2012 Note to Self : Paula Whittaker
- 2013 From the Rough : Stacey
- 2015 Lucky Girl : Selena Jackson
- 2016 Until we meet again : Tiffany
- 2017 Dionne : Dionne Warwick

### Séries Télévision
- 2011-2012 Treme : Alison Myers (9 épisodes)
- 2012-2013 For Richer or Poorer : Kya (6 épisodes)
- 2013 Second generation Wayans : Rochelle (3 épisodes)
- 2013 Regular show : Jennifer (1 épisode)
- 2014-2015 Singles Ladies : Felicia Price (16 épisodes)
- 2015 Ballers : Tina (2 épisodes)
- 2015 Truth be Told : Charlene (1 épisode)
- 2016 Here we go again : Maddy  Walker (3 épisodes)
- 2016- en cours Rosewood : Tawnya (5 épisodes)
- 2017- Greenleaf (série télévisée) (saison 2, 3 et 5): Rochelle Cross James

### Téléfilms
- 2014 Where's the love ? : Rose
- 2014 Heavenly Match : Ronnie
- 2014 Drumline: A new beat :Dr Nia Phillips
- 2014 Un Noël à Manhattan : Kyla
- 2015 Love is a four-letter word : Tandi